# Nikólaos Chountís
Nikólaos Chountís (en grec : Νικόλαος Χουντής), souvent appelé Níkos Chountís (Νίκος Χουντής), né le 17 septembre 1953 à Langadia en Arcadie, est un homme politique grec. 
Il est député européen de 2015 à 2019.

## Biographie
Il est député européen en 2004 puis de 2009 à 2014. Membre du bureau du groupe de la Gauche unitaire européenne/Gauche verte nordique, il fait partie de la commission des affaires économiques et monétaires.
Il est élu député de la deuxième circonscription d'Athènes lors des élections législatives du 25 janvier 2015. Il démissionne de son mandat de député le 13 juillet 2015.
Il est Ministre adjoint aux Affaires européennes dans le gouvernement Tsípras I du 27 janvier jusqu'au 13 juillet 2015, avant de rejoindre le Parlement européen le 20 juillet 2015 en remplacement de Manólis Glézos. En août de la même année il quitte SYRIZA et rejoint Unité populaire.